# Hezbollah
Hezbollah ou Hizbollah (em árabe: حِزْب اللّٰه, transl. ḥizbullāh(i), "Partido de Alá" ou "Partido de Deus") é uma organização política e paramilitar fundamentalista islâmica xiita libanesa. O Hezbollah foi fundado em 1982 por clérigos libaneses em resposta à invasão israelense do Líbano. Inspirado pela Revolução Iraniana de 1979 e pelo modelo de governança islâmica do aiatolá Ruhollah Khomeini, o Hezbollah estabeleceu fortes laços com o Irã.
O Hezbollah é uma força significativa na política libanesa, responsável por diversos serviços sociais, além de operar escolas, hospitais e serviços agriculturais para milhares de libaneses.

É considerado um movimento de resistência legítimo por grande parte do mundo islâmico e árabe. O grupo, no entanto, é considerado uma organização terrorista pelos Estados Unidos, Reino Unido, Alemanha, Argentina, Austrália, Israel, Canadá, Países Baixos, pela Liga Árabe e pelo Conselho de Cooperação do Golfo. Em 2013 a União Europeia adicionou o braço armado do Hezbollah à lista de organizações que considera como terroristas, deixando de fora porém o partido político em si.

Situação do Líbano em 9 de Junho, 2017:
Territórios controlados pelo governo libanês
Territórios controlados pelo Hezbollah
Territórios controlados pelo Estado Islâmico (EI)
Territórios controlados por grupos sunitas insurgentes

## História
Em 1982, o Hezbollah foi concebido por clérigos muçulmanos e financiado pelo Irã principalmente para lutar contra a invasão israelense do Líbano e continuou a resistir contra a ocupação israelense do sul do Líbano durante toda a Guerra Civil Libanesa. As invasões israelenses de 1978 e 1982 criaram uma crise humanitária no Líbano; muitas aldeias no sul foram destruídas e um grande número de xiitas foi deslocado de suas casas. Além disso, os xiitas há muito tempo eram sub-representados na política libanesa.  Ambos os fatores fomentaram o ressentimento entre a população xiita local, tornando-os um terreno fértil para o recrutamento.
O Hezbollah foi criado por comitês xiitas locais, sob a liderança de Ruhollah Khomeini. Suas forças foram treinadas e organizadas por um contingente de 1.500 Guardas Revolucionários Iranianos que chegaram do Irã com a permissão do governo sírio, que ocupava as terras altas do leste do Líbano.
O manifesto de 1985 publicado pelo Hezbollah listava suas três metas principais como "colocar um fim a qualquer entidade colonialista" no Líbano, levar os Falangistas à justiça "pelos crimes que perpetraram", e estabelecer um regime islâmico no país. Recentemente, no entanto, segundo Adam Shatz, o Hezbollah vem fazendo poucas menções a respeito da fundação de um Estado islâmico, e não tem mais feito alianças seguindo tendências religiosas. Os líderes do partido são responsáveis, no entanto, por diversas declarações pedindo o fim do Estado de Israel como "entidade sionista", "construída sobre terras arrancadas das mãos de seus proprietários."
O partido, que começou apenas como uma pequena milícia, já se transformou numa organização que tem assentos no parlamento libanês, uma rádio e uma estação de televisão via satélite, além de diversos programas de desenvolvimento social. O Hezbollah mantém um forte apoio entre a população xiita do Líbano, e conquistou algum apoio entre o resto da população do país, incluindo sunitas, drusos e cristãos, na sequência da Guerra do Líbano de 2006, e conseguiu mobilizar protestos de centenas de milhares de pessoas Juntamente com outros grupos políticos do país, o Hezbollah iniciou os protestos políticos do Líbano de 2006-2008, em oposição ao governo do primeiro-ministro Fuad Siniora. Disputas posteriores envolvendo a manutenção pelo Hezbollah de sua rede de telecomunicações levaram a disputas, e militantes da oposição, liderados pelo partido, tomaram o controle de diversos bairros de Beirute Ocidental, anteriormente ocupados por milicianos do Movimento do Futuro, leais a Siniora; as áreas foram entregues então ao exército libanês. Finalmente, com base no Acordo de Doha em 2008, o Hezbollah recebeu o poder de veto no parlamento libanês; além disto, formou-se um governo de unidade nacional, no qual o partido tem um ministro, e controla onze dos trinta assentos existentes.
O Hezbollah recebe ajuda financeira do Irã e da Síria, além de doações de libaneses e de outros xiitas pelo mundo. O partido também ganhou uma força militar significante nos últimos anos. Apesar de uma certificação de junho de 2008, pelas Nações Unidas, de que Israel havia se retirado de todo o território libanês, em agosto daquele ano o novo gabinete de governo do Líbano aprovou uma proposta que assegura a existência do partido como uma organização armada, e garante o seu direito de "liberar ou recuperar terras ocupadas" (as fazendas de Shebaa e os morros de Kafarshuba) por Israel.[carece de fontes?]
Nos últimos anos, o Hezbollah goza de certa popularidade no mundo muçulmano xiita, por ter levado Israel a desocupar o sul do Líbano, em junho de 2000. Todavia, também tem sido criticado por governos sunitas de diversos países e pela Irmandade Muçulmana, por seu envolvimento na guerra civil síria, em favor de Bashar al-Assad. O ministro do Exterior do Barém descreveu o chefe da Hezbollah como terrorista, e o ex-presidente do Egito, Mohamed Morsi, pediu que o Hezbollah pare sua agressão ao povo sírio.
O Secretário de Estado dos Estados Unidos, Mike Pompeo, também acusou o Hezbollah de manter "células ativas" na Venezuela, o que foi negado pelo líder da organização. Segundo ele, o Hezbollah é "solidário com a liderança política da Venezuela e com o estado venezuelano, contra a agressão dos Estados Unidos", afirmando, ainda, que o Hezbollah não tem influência na Venezuela, nem células operando no país, e que a Venezuela também não precisa disso.
De 1992 a 2024, a organização foi liderada por Hassan Nasrallah. Ele foi morto em setembro de 2024, durante um ataque militar de Israel em Beirute, Líbano. Hassan Nasrallah foi o principal líder do Hezbollah e responsável por levar a organização à política libanesa.

## Ideologia
A ideologia do Hezbollah foi resumida como radicalismo xiita. O Hezbollah segue a teologia xiita islâmica desenvolvida pelo líder iraniano Ayatollah Khomeini.
Em 16 de Fevereiro de 1985, Ibrahim Amine al-Sayyed emitiu o primeiro manifesto do Hezbollah: "Perguntam-nos com frequência: Quem somos nós, o Hezbollah, e qual é a nossa identidade? Nós somos os filhos da umma - o partido de Alá, cuja vanguarda foi feita vitoriosa por Alá no Irã. Aí a vanguarda conseguiu estabelecer as bases de um Estado muçulmano que desempenha um papel central no mundo. Obedecemos às ordens de um líder, sábio e justo, as do nosso tutor e jurista que preenche todos os requisitos necessários: Ruhollah Musawi Khomeini".

### A bandeira e o seu significado
A bandeira do Hezbollah apresenta um logótipo a verde, sobre fundo amarelo, com duas linhas de texto árabe a vermelho, em cima e em baixo. O próprio logótipo é uma representação muito estilizada da palavra árabe  حزب الله (ḥizbu-llāh), incluindo uma espingarda, um globo terrestre, um livro, uma espada e um ramo com sete folhas. O seu desenho é bastante semelhante ao da bandeira da Guarda Revolucionária Iraniana.
O texto do topo da bandeira é: فإن حزب الله هم الغالبون  (fā ʾ inna ḥizbu llāh hum al ġālibūn) um trecho tirado do Alcorão, significando "Os do Partido de Deus (Alá) serão os vencedores" (Corão, Sura Al-Maída (A Mesa Servida) 5: 56).
O texto inferior é:  المقاومة الإسلامية في لبنان (al muqāwamah al islāmīyah fī lubnān)  - ou seja, "Resistência Islâmica do Líbano".

## Atividades militares

### Atuação do Hezbollah

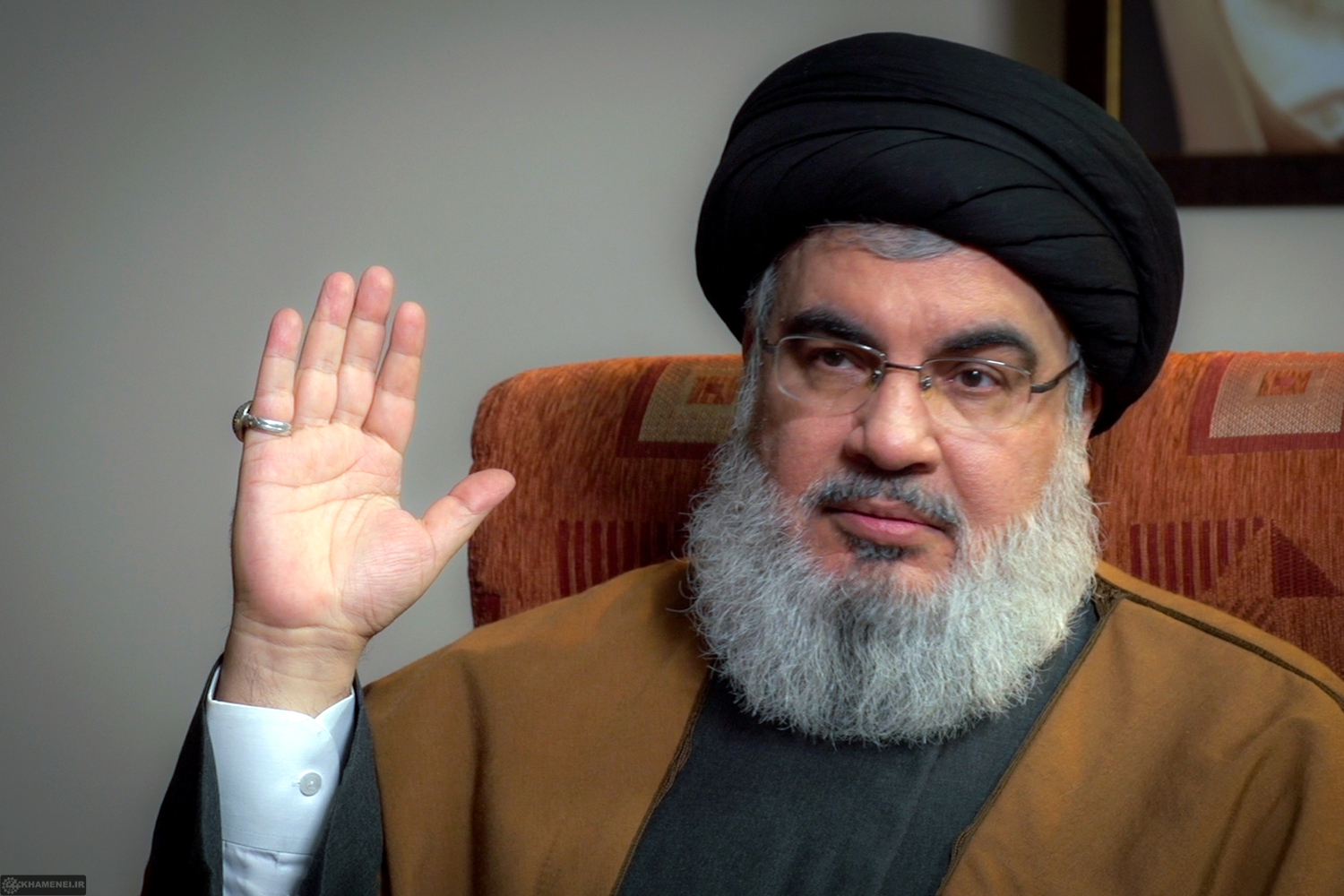
Hassan Nasrallah em 2019

O Hezbollah constitui-se em um dos principais movimentos de combate à presença israelense no Oriente Médio, utilizando de ataques de guerrilha.
Á data de 2010, o Hezbollah está de posse de um arsenal militar superior ao de qualquer outro grupo armado no Líbano, incluindo o próprio exército libanês.
Desenvolve também uma série de atividades em cinco áreas: ajuda a familiares de mártires, saúde, educação religiosa xiita, reconstrução e agricultura.
O Hezbollah conta com cinco hospitais, 42 clínicas e duas escolas de enfermagem. Segundo a ONU, ao menos 220 mil pessoas em 130 cidades libanesas se tratam nesses locais.[carece de fontes?] O Hezbollah possui 12 escolas com sete mil alunos e setecentos professores e centros culturais franceses auxiliam no aperfeiçoamento do corpo docente.[carece de fontes?]
Na reconstrução, existe uma instituição exclusiva para reparar danos causados por ataques israelenses, enquanto na agricultura engenheiros agrônomos formados em Beirute, na Síria, no Irã e na Alemanha, desenvolvem projetos agrícolas para garantir a base da economia de subsistência do sul do país.[carece de fontes?]
Em 23 de outubro de 1983, dois atentados suicidas contra a força multinacional de interposição fizeram 248 mortes de soldados americanos e 58 mortes de soldados franceses.

### Durante a Guerra da Bósnia
O Hezbollah inicialmente enviou 150 voluntários para lutar ao lado dos muçulmanos bósnios na Guerra da Bósnia. Todos os conselheiros e combatentes estrangeiros xiitas se retiraram da Bósnia no final do conflito.

### Conflito com Israel

#### Conflito no Sul do Líbano
Hezbollah esteve envolvido em vários casos de conflito armado com Israel:
- Durante o conflito no sul do Líbano (1982–2000), o Hezbollah travou uma campanha de guerrilha contra as forças israelenses que ocupavam o sul do Líbano. Em 1982, a Organização para a Libertação da Palestina (OLP) estava baseada no sul do Líbano e estava disparando foguetes Katyusha no norte de Israel, vindos do Líbano. Israel invadiu o Líbano para expulsar a OLP, e o Hezbollah se tornou uma organização armada para expulsar os israelenses.[56] A força do Hezbollah foi reforçada pelo envio de um mil a dois mil membros da Guarda Revolucionária Iraniana e pelo apoio financeiro do Irã.[57][58][59] Os clérigos iranianos, mais notavelmente o Fzlollah Mahallati, supervisionaram esta atividade.[60]

Tornou-se a principal força político-militar da comunidade xiita no Líbano e o braço principal do que ficou conhecido mais tarde como a Resistência Islâmica no Líbano. Com o colapso do ESL e o rápido avanço das forças do Hezbollah, Israel retirou-se em 24 de maio de 2000, seis semanas antes da anunciada data de 7 de julho." Hezbollah realizou um desfile de vitória e sua popularidade no Líbano aumentou. Israel retirou-se em conformidade com a Resolução 425 do Conselho de Segurança das Nações Unidas de 1978. Hezbollah e muitos analistas consideraram isso uma vitória do movimento, e desde então sua popularidade aumentou no Líbano.
- Em 25 de julho de 1993, após o Hezbollah ter matado sete soldados israelenses no sul do Líbano, Israel lançou a Operação Prestação de Contas (conhecida no Líbano como a Guerra dos Sete Dias), durante a qual as FDI realizaram seus mais pesados ataques de artilharias e aéreos contra alvos no sul do Líbano desde 1982. O objetivo da operação era erradicar a ameaça representada pelo Hezbollah e forçar a população civil ao norte de Beirute, a fim de pressionar o governo libanês a restringir o Hezbollah.[63] A luta terminou quando um entendimento não escrito foi aceito pelas partes em conflito. Aparentemente, o entendimento de 1993 previa que os combatentes do Hezbollah não disparariam foguetes contra o norte de Israel, enquanto Israel não atacaria civis ou alvos civis no Líbano.[64]
- Em abril de 1996, após contínuos ataques com foguetes do Hezbollah contra civis israelenses,[65] as forças armadas israelenses lançaram a Operação Vinhas da Ira, que pretendia acabar com a base do Hezbollah no sul do Líbano. Mais de 100 refugiados libaneses foram mortos pelo bombardeio de uma base da ONU em Qana, no que o Exército israelense disse ser um erro.[66] Finalmente, após vários dias de negociações, os dois lados concordaram com um cessar-fogo, em 26 de abril de 1996. Um acordo de cessar-fogo foi acordado entre Israel e o Hezbollah, que entraria em vigor em 27 de abril de 1996.[67] Ambos os lados concordaram que os civis não deveriam ser alvejados, o que significava que o Hezbollah teria permissão para continuar suas atividades militares contra as forças FDI dentro do Líbano.[67]

#### Incursão transfronteiriça do Hezbollah em 2000
Em 7 de outubro de 2000, três soldados israelenses – Adi Avitan, sargento da equipe. Benyamin Avraham e sargento da equipe, Omar Sawaidwere - foram sequestrados pelo Hezbollah enquanto patrulhavam o lado israelense da fronteira israelo-libanesa. Os soldados foram mortos durante o ataque ou em suas consequências imediatas. O ministro da Defesa de Israel, Shaul Mofaz, disse, no entanto, que o Hezbollah sequestrou os soldados e depois os matou. Os corpos dos soldados mortos foram trocados por prisioneiros libaneses em 2004.

#### Guerra do Líbano de 2006
Em 12 de julho de 2006, militantes do Hezbollah emboscaram dois veículos do exército israelense que patrulhavam a fronteira em território israelense, matando três soldados e sequestrando outros dois soldados. O Hezbollah demandou a libertação de prisioneiros libaneses em troca dos soldados capturados no ataque, Israel recusou e em resposta iniciou uma campanha terrestre, aérea e naval sob o nome de Operação Justa Recompensa contra todo o território libanês. O conflito, que ficou conhecido como a Guerra do Líbano de 2006, só terminou um mês depois com um cessar-fogo mediado pela ONU. 1287 libaneses (pelo menos 1140 civis, entre os quais 30% de crianças com menos de 12 anos) e 4 observadores da ONU foram mortos pelos ataques israelenses. Mais de 800 000 cidadãos libaneses perderam suas casas durante os bombardeios israelenses. 117 militares e 43 civis israelenses foram mortos.

#### Ataque de 2011 em Istambul
Em julho de 2011, o jornal italiano Corierre della Sera relatou, com base em fontes americanas e turcas, que o Hezbollah estava por trás de um atentado a bomba em Istambul, em maio de 2011, que feriu oito civis turcos. O relatório disse que o ataque foi uma tentativa de assassinato do cônsul israelense Moshe Kimchi na Turquia. Fontes da inteligência turca negaram o relatório e disseram que "Israel tem o hábito de criar campanhas de desinformação usando documentos diferentes".

#### Ataque planejado para 2012 no Chipre
Em julho de 2012, um homem libanês foi detido pela polícia do Chipre em possíveis acusações relacionadas a leis de terrorismo por planejar ataques contra turistas israelenses. De acordo com autoridades de segurança, o homem estava planejando ataques para o Hezbollah no Chipre e admitiu isso após interrogatório. A polícia foi alertada sobre o homem devido a uma mensagem urgente da inteligência israelense. O libanês estava de posse de fotografias de alvos israelenses e tinha informações sobre companhias aéreas israelenses que voavam de ida e volta do Chipre, e planejava explodir um avião ou um ônibus de turismo. O primeiro-ministro israelense, Benjamin Netanyahu, afirmou que o Irã ajudou o libanês a planejar os ataques.

#### Ataque na Bulgária em 2012
Após uma investigação sobre o atentado terrorista no ônibus que transportava cidadãos israelenses na Bulgária, o governo búlgaro acusou oficialmente o movimento libanês Hezbollah de cometer o ataque. Cinco cidadãos israelenses, o motorista búlgaro e o atacante foram mortos. A bomba explodiu quando os turistas israelenses embarcaram em um ônibus do aeroporto para o hotel.
Tsvetan Tsvetanov, o ministro do Interior da Bulgária informou que os dois responsáveis eram membros da ala militante do Hezbollah, ele disse que os suspeitos de terrorismo entraram na Bulgária em 28 de junho e permaneceram até 18 de julho. Israel já se suspeitava anteriormente do Hezbollah pelo ataque. O primeiro-ministro israelense Benjamin Netanyahu chamou o relatório de "corroboração do que já se sabe: que o Hezbollah e seus iranianos patronos estão orquestrando uma campanha mundial de terror que está abrangendo países e continentes". Netanyahu disse que o ataque foi na Bulgária apenas um dos muitos que o Hezbollah e o Irã têm planejado e executado, incluindo ataques na Tailândia, Quênia, Turquia, Índia, Azerbaijão, Chipre e Geórgia.
John Brennan, diretor da Agência Central de Inteligência, disse que a investigação da Bulgária expõe Hezbollah pelo que ele é - um grupo terrorista que está disposto a atacar de forma imprudente inocentes homens, mulheres e crianças, e que representa uma ameaça real e crescente, não só para Europa, mas para o resto do mundo”. O resultado da investigação búlgara vem num momento em que Israel vem tentando convencer a União Europeia a unir-se aos Estados Unidos para designar o Hezbollah como uma organização terrorista mas ainda não conseguiram.

#### Incidente nas fazendas de Shebaa em 2015
Em resposta a um ataque contra um comboio militar que compreende o Hezbollah e oficiais iranianos no dia 18 de janeiro de 2015 em Quneitra no sul da Síria, o Hezbollah lançou uma emboscada em 28 de janeiro contra um comboio militar israelense nas Fazendas de Shebaa ocupadas por Israel com mísseis antitanques contra dois veículos israelenses que patrulhavam a fronteira, matando 2 e ferindo 7 soldados e oficiais israelenses, como confirmado pelos militares israelenses.

### Assassinato de Rafik Hariri
Em 14 de fevereiro de 2005, o ex-primeiro-ministro libanês Rafik Hariri foi morto, junto com outras 21 pessoas, quando seu cortejo automóvel foi atingido por uma bomba em Beirute. Ele havia sido PM de 1992 a 1998 e de 2000 a 2004. Em 2009, o tribunal especial das Nações Unidas para investigar o assassinato de Hariri teria encontrado evidências ligando Hezbollah ao assassinato. Em 30 de junho de 2011, o Tribunal Especial para o Líbano, criada para investigar a morte de Hariri, emitiu mandados de prisão contra quatro altos membros do Hezbollah, incluindo Mustafa Badr Al Din.
Em 3 de julho, o líder do Hezbollah, Hassan Nasrallah, rejeitou a acusação e denunciou o tribunal como uma conspiração contra o partido, prometendo que as pessoas nomeadas não seriam presas sob quaisquer circunstâncias.

### Envolvimento na guerra civil da Síria
Na guerra civil síria, o Hezbollah está participando ativamente na luta, combatendo ao lado das forças do governo do presidente Bashar al-Assad.
Em 27 de maio, forças da milícia Hezbollah estariam encabeçando uma ofensiva do governo sírio ao leste da área de Ghouta. A milícia libanesa, que apoia o regime de Bashar al-Assad, teria tomado nove cidades na área de Al-Murj, perto do bairro de Ghouta. Em junho, tropas de elite do Hezbollah ajudaram as forças do regime sírio a conquistar a cidade estratégica de al-Qusair. O número estimado de combatentes do braço armado do Hezbollah varia de 3 a 5 mil homens, e cerca de 1400 baixas na guerra civil síria, até o final de 2016.
Os líderes sunitas da aliança 14 de março e outras figuras libaneses proeminentes pediram ao Hezbollah para acabar com o seu envolvimento na Síria e disse que estão colocando o Líbano em risco. Subhi al-Tufayli, disse que "o Hezbollah não deve ser a defesa do regime criminoso que mata o seu próprio povo e que nunca disparou um tiro em defesa dos palestinos ". Ele disse que "os combatentes do Hezbollah que estão matando crianças e aterrorizando as pessoas e destruindo casas na Síria irão para o inferno".

### Envolvimento na intervenção liderada pelo Irã no Iraque
A partir de julho de 2014, o Hezbollah enviou um número não revelado de consultores técnicos e analistas de inteligência para Bagdá em apoio à intervenção iraniana no Iraque (2014-presente). Pouco tempo depois, o comandante do Hezbollah Ibrahim al-Hajj foi morto em ação perto de Mosul.

### Outros
Em 2010, membros do Ahbash e do Hezbollah estiveram envolvidos em uma batalha de rua que foi vista como um problema de estacionamento, ambos os grupos se reuniram para formar um fundo de compensação conjunto para as vítimas do conflito. Hezbollah foi acusado de se infiltrar na América do Sul e de ter ligações com cartéis de drogas latino-americanos.

## Financiamento
O financiamento do Hezbollah vem de grupos empresariais libaneses, privados, empresários, da diáspora libanesa envolvida na exploração de diamantes africanos, outros grupos e países islâmicos, e os impostos pagos pelos xiitas libaneses.
Fontes ocidentais afirmam que o Hezbollah de facto recebe a maior parte de sua ajuda financeira, treinamento, armas, explosivos, ajuda política, diplomática e organizacional do Irã e da Síria. O Irã teria dado 400 milhões de dólares entre 1983 e 1989 através de doações. A situação mudou devido a problemas económicos, mas o Irã ainda financia ações humanitárias realizadas pelo Hezbollah. De acordo com relatórios divulgados em fevereiro de 2010, o Hezbollah recebeu 400 milhões de dólares do Irã. Segundo fontes estadunidenses, em 2011, o Irã destinou 7 milhões de dólares  às atividades do Hezbollah na América Latina. O Hezbollah também contou com financiamento da diáspora xiita libanesa na África Ocidental, nos Estados Unidos e, mais importante ainda, na tríplice fronteira ao longo da junção do Paraguai, Argentina e Brasil.  As autoridades policiais dos EUA e outras identificaram uma operação ilegal multimilionária de angariação de fundos por meio de  contrabando de tabaco e operações  de tráfico de drogas. O Hezbollah considera tais acusações como propaganda, numa tentativa de  prejudicar sua imagem.
Os Estados Unidos também têm acusado membros do governo da Venezuela de apoiar financeiramente o Hezbollah. O governo venezuelano desqualifica essas acusações.

## Política de segmentação
Após os ataques de 11 de setembro de 2001, o Hezbollah condenou a al-Qaeda por atacar civis no World Trade Center, mas permaneceu em silêncio sobre o ataque ao Pentágono. Hezbollah também denunciou os massacres na Argélia por grupos islâmicos armados, os ataques do Al-Gama'a al-Islamiyya a turistas no Egito, o assassinato de Nick Berg, e os ataques do EIIL, em Paris.
Embora o Hezbollah tenha denunciado vários ataques contra civis, algumas pessoas acusam a organização do atentado a bomba contra um centro da comunidade judaica de Buenos Aires, em 1994. O promotor argentino Alberto Nisman, Marcelo Martinez Burgos e sua "equipe de cerca de 45 pessoas" disseram que o Hezbollah e seus contatos no Irã foram responsáveis pelo atentado, no qual "oitenta e cinco pessoas foram mortas e mais de 200 outras ficaram feridas".
Em junho de 2002, pouco depois de o governo israelense lançar a Operação Escudo Defensivo, durante a Segunda Intifada, Nasrallah fez um discurso em que defendeu e elogiou os atentados suicidas contra alvos israelenses, por parte de membros de grupos palestinos, como forma de "promover a dissuasão e equalizar o medo". Nasrallah afirmou que "na Palestina ocupada, não há diferença entre um soldado e um civil, pois todos eles são invasores, ocupantes e usurpadores da terra".
Em agosto de 2012, o coordenador de contraterrorismo do Departamento de Estado dos Estados Unidos, Daniel Benjamin, advertiu que o Hezbollah poderia atacar a Europa a qualquer momento, sem qualquer aviso. Benjamin disse: "O Hezbollah mantém presença na Europa, e suas atividades recentes demonstram que ele não é limitado por preocupações sobre danos colaterais ou consequências políticas que poderiam resultar da realização de operações ... Avaliamos que o Hezbollah poderia atacar na Europa ou em outro lugar, a qualquer hora, com pouco ou nenhum aviso, e que o Hezbollah, "intensificou campanhas terroristas em todo o mundo".

## Resultados eleitorais

### Legislativas
| Data | CI. | Votos   | %            | +/- | Deputados | +/-     |
| ---- | --- | ------- | ------------ | --- | --------- | ------- |
| 1992 | 1.º | N/D     | 6,3 / 100,0  |     | 12 / 128  |         |
| 1996 | 2.º | N/D     | 5,5 / 100,0  | 0,8 | 9 / 128   | 3       |
| 2000 | 2.º | N/D     | 7,8 / 100,0  | 2,3 | 12 / 128  | 3       |
| 2005 | 4.º | N/D     | 10,9 / 100,0 | 3,1 | 14 / 128  | 2       |
| 2009 | 4.º | N/D     | N/D          |     | 12 / 128  | 2       |
| 2018 | 1.º | 329 390 | 18,1 / 100,0 |     | 15 / 128  | 3       |
| 2022 | 1.º | 359 577 | 19,8 / 100,0 | 1,7 | 15 / 128  | Estável |

### Sites oficiais
- Resistência Islâmica no Líbano (em árabe)
- Site jornalístico do grupo (em castelhano)
- Promessa para o Apoio ao Movimento de Resistência (em inglês)

### Resoluções da ONU relacionadas ao Hizbollah
- UN Press Release SC/8181 ONU, 2 de setembro de 2004
- Lebanon: Close Security Council vote backs free elections, urges foreign troop pullout. ONU, 2 de setembro de 2004

### Outros links
- Hezbollah: Financing Terror through Criminal Enterprise, Testemunho de Matthew Levitt, Audiência do Comitê sobre Segurança Nacional e Assuntos Governamentais, Senado dos Estados Unidos
- Hizbullah's two republics, Mohammed Ben Jelloun, Al-Ahram, 15–21 de fevereiro de 2007
- Inside Hezbollah, documentário e informação do programa Frontline/World, do canal PBS.
- An Open Letter: The Hezbollah Program – cinco páginas extraídas do manifesto de 1985 do Hezbollah traduzidas para o inglês. O documento completo contém 20 páginas impressas, traduzidas para o inglês em Norton, Augustus (1987). Amal and the Shi'a: Struggle for the Soul of Lebanon. Austin: University of Texas Press. ISBN 0-292-73039-X Especificamente: "Nass al-risala al-maftuha allati wajjaha hizb allah ila al-mustad'afin fi lubnan wa al-'alam [Text of an Open Letter Addressed by Hizballah to the Downtrodden in Lebanon and in the World]", apêndice B, p. 167–187.
- Hizbullah – the 'Party of God' – Ynetnews